# Monique Garbrecht-Enfeldt
Monique Garbrecht-Enfeldt, född den 11 december 1968 i Potsdam, Östtyskland, är en tysk skridskoåkare.
Hon tog OS-brons på damernas 1 000 meter i samband med de olympiska skridskotävlingarna 1992 i Albertville.
Hon tog därefter OS-silver på damernas 500 meter i samband med de olympiska skridskotävlingarna 2002 i Salt Lake City.